# Marcello D'Orta
(Marcello D'Orta)
Marcello D'Orta (Napoli, 25 gennaio 1953 – Napoli, 19 novembre 2013) è stato un insegnante e scrittore italiano divenuto famoso per il libro Io speriamo che me la cavo.
Dal libro venne tratto un omonimo film nel 1992 diretto da Lina Wertmüller e una commedia teatrale del 2008 diretta da Domenico Maria Corrado, con protagonista Maurizio Casagrande e con musiche e canzoni di Enzo Gragnaniello.

## Biografia
Nato in una famiglia di dieci persone in vico Limoncello, nel centro antico di Napoli, da maestro di scuola elementare ha insegnato nelle scuole del territorio napoletano (Precisamente Arzano) per quindici anni. Proprio dall'esperienza scolastica trasse ispirazione e materiali per la scrittura del suo primo libro, Io speriamo che me la cavo, rivelatosi un best seller, un libro anomalo nel suo genere che ha venduto due milioni di copie in Italia, diventando un caso nel campo dell'editoria italiana, che raccoglieva sessanta temi scritti da bambini di una scuola elementare di Arzano (Napoli). È morto per un tumore, insorto un anno e mezzo prima, il 19 novembre 2013 a Napoli.

## Opere
- Io speriamo che me la cavo. Sessanta temi di bambini napoletani, a cura di, Milano, A. Mondadori, 1990. ISBN 88-04-33201-8.
- Dio ci ha creato gratis. Il Vangelo secondo i bambini di Arzano, a cura di, Milano, A. Mondadori, 1992. ISBN 88-04-34897-6.
- Romeo e Giulietta si fidanzarono dal basso. L'amore e il sesso: nuovi temi dei bambini napoletani, a cura di, Milano, A. Mondadori, 1993. ISBN 88-04-37488-8.
- I nonni se non ci fossero bisognerebbe inventarli. Trecento pensieri e disegni di bambini sui nonni scelti da 50 & PIÙ presentati e commentati da Marcello D'Orta, Roma, Newton Compton, 1994. ISBN 88-7983-541-6.
- Introduzione a Edmondo De Amicis, Cuore, Roma, BEN Ragazzi, 1994. ISBN 88-7983-692-7.
- Introduzione a Ferenc Molnár, I ragazzi della via Pal, Roma, Biblioteca economica Newton, 1995. ISBN 88-8289-832-6.
- Il maestro sgarrupato. Il tema della mia vita (e nuovi temi dei miei alunni), Milano, Mondadori, 1996. ISBN 88-04-40171-0.
- Il sole ventiquattrore. A spasso per Napoli, Milano, Zelig, 1997. ISBN 88-86471-70-X.
- Prefazione a Dario Assisi e Domenico Raio, San Giuseppe, muoviti e fammi la grazia. Benvenuti in paradiso per le grazie munirsi di scontrino alla cassa, Volla, La Rosa, 1998.
- Non è mai troppo tardi. Corso di storia semiseria del mondo dalla preistoria alla scoperta dell'America, Roma, Newton & Compton, 1999. ISBN 88-8289-283-2.
- Garantito al limone, Napoli, A. Guida, 2001. ISBN 88-7188-559-7.
- Maradona è meglio 'e Pelé. I bambini di Napoli giudicano il pibe de oro, Arezzo, Limina, 2002. ISBN 88-86713-86-X.
- Caro maestro raccontaci la Storia semiseria del mondo. L'età moderna e contemporanea, Caserta, Spring, 2004. ISBN 88-87764-48-4.
- Nero napoletano. Viaggio tra i misteri e le leggende di Napoli, Venezia, Marsilio, 2004. ISBN 88-317-8378-5.
- Elogio della bugia, Napoli, Tullio Pironti, 2005. ISBN 88-7937-342-0.
- Fiabe sgarrupate, Venezia, Marsilio, 2005. ISBN 88-317-8785-3.
- Prefazione a Tommaso Prestieri, Uomini di cristallo, Napoli, T. Pironti, 2005. ISBN 88-7937-332-3.
- Nessun porco è signorina. Nuovi temi dei bambini napoletani, a cura di, Milano, Mondadori, 2008. ISBN 978-88-04-57772-0.
- Aboliamo la scuola!, Firenze-Milano, Giunti, 2010. ISBN 978-88-09-74815-6.
- 'A voce d''e creature. La camorra nei temi dei bambini di Napoli, con don Luigi Merola, Milano, Mondadori, 2012. ISBN 978-88-04-61944-4.
- All'apparir del vero. Il mistero della conversione e della morte di Giacomo Leopardi, Milano, Piemme, 2012. ISBN 978-88-566-1386-5.
- Era tutta un'altra cosa. I miei (e i vostri) anni Sessanta, Siena, Barbera, 2012. ISBN 978-88-7899-529-1.
- Cuore del Duemila, Siena, Barbera Editore, 2013. ISBN 978-88-7899-567-3.
- Cuore di Napoli. Viaggio sentimentale tra i vicoli e i bassi della città, Napoli, Rogiosi editore, 2013. ISBN 978-88-97893-32-5.
- La Madonna fece un guaio con l'angelo. Gesù spiegato dai bambini, Milano, Piemme, 2014. ISBN 978-88-566-3423-5.
- Noi speriamo che ce la caviamo, con Dario Assisi e Sergio Assisi, Milano, Cairo Editore, 2014. ISBN 978-88-605-2589-5.